# Gyrus cinguli

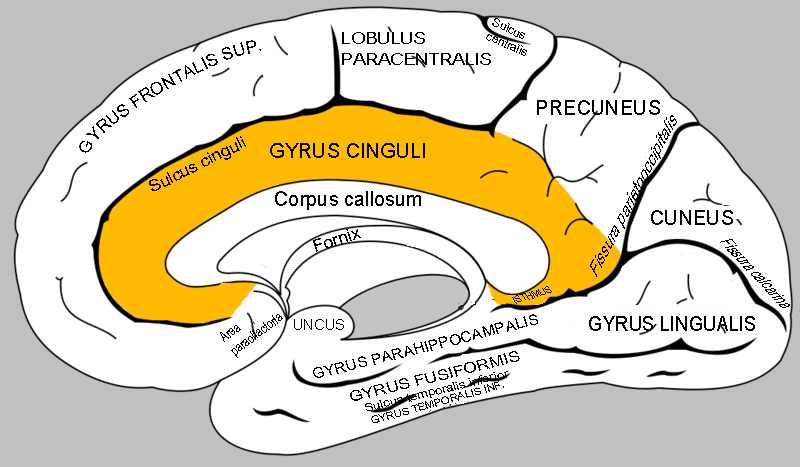
Sagittalschnitt durch das Gehirn
(der Gyrus cinguli, der relativ zentral liegt, ist orange hervorgehoben)

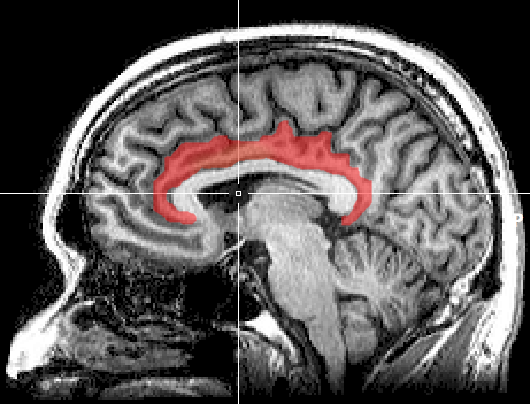
MRI der sagittalen Schnittebene mit farblich hervorgehobenem Gyrus cinguli.

Der Gyrus cinguli (von lateinisch gyrus ‚Windung‘ und cingulum ‚Gürtel‘) oder Gürtelwindung ist ein Teil des Gehirns und gehört funktionell zum limbischen System. Es handelt sich um eine Struktur des Telencephalons (Endhirn), oberhalb des Corpus callosum (Balken), die die medial liegenden Teile der Hemisphären miteinander verbindet.
Der Gyrus cinguli besteht aus vier Abschnitten:
- Pars anterior = Brodmann-Areal 24
- Pars posterior = Brodmann-Areal 23
- Area subcallosa = Brodmann-Areal 25
- cinguläre Motor-Areale = Brodmann-Areal 32

Im Marklager des Gyrus cinguli verläuft eine lange Assoziationsbahn, das Cingulum. Er endet in der Rinde des Subiculums der Hippocampusformation.
Eine operative Durchtrennung des Gyrus cinguli wird als Zingulotomie bezeichnet.

## Funktion
Als Teil des limbischen Systems ist der Gyrus cinguli bei der Entstehung und Verarbeitung von Emotionen sowie bei Lern- und Gedächtnisprozessen beteiligt. Er scheint eine entscheidende Rolle bei der emotionalen Bewertung der äußeren Umwelt und deren Verknüpfung mit der inneren Gefühlslage zu spielen. Mitgefühl und emotionale Bindungen sind hier lokalisiert. Bei Störungen des allgemeinen Lebensgefühls und einer negativen Stimmungslage wie beispielsweise bei Depressionen lassen sich hier häufig Veränderungen in der neuronalen Aktivität nachweisen. Auch Fähigkeiten wie die Aufmerksamkeit zu verlagern, sich Veränderungen anzupassen und Optionen zu erkennen sind hier lokalisiert.

### Leid-Aversion
Im März 2020 zeigten Neurowissenschaftler, dass Laborratten das Leid anderer Ratten als negativ empfinden und dabei die gleiche Region des Gyrus cinguli wie beim Menschen aktiviert wird. Die meisten hörten auf ihre Lieblingssüßigkeiten zu wählen, wenn dies dazu führt, dass eine Nachbarsratte einen Stromschlag bekommt. Eine pharmakologische Betäubung der Gehirnregion oder eine höhere Menge der Süßigkeit änderte dieses Verhalten. Demnach könnte Moral alte evolutionäre Wurzeln haben und psychische Störungen durch entsprechende neurologische Eingriffe behandelbar sein.
Eine 2024 veröffentlichte Studie unter 30 Angehörigen von dem USSOCOM unterstellten Spezialkräften legt nahe, dass deren erhöhte Exposition gegenüber Explosionen und hohem Schalldruck zu einer Schädigung des rostralen anterioren cingulären Cortex (ACC) im Gyrus Cinguli kommen kann. Das Muster war insbesondere bei suzidierten Soldaten erkennbar.